# Херман Санчез
Херман Саул Санчез Санчез (шп. Germán Saúl Sánchez Sánchez; Гвадалахара, 24. јун 1992) елитни је мексички скакач у воду чија специјалност су углавном синхронизовани и појединачни скокови са торња са висине од десет метара.
Статус професионалног скакача у воду има од 2008. године када је са свега 16 година дебитовао у саставу олимпијског тима Мексика на Летњим олимпијским играма 2008. у Пекингу. У Пекингу се такмичио у појединачним скоковима са торња и заузео тек 22. место са укупном оценом од 399,35 бодова. Две године касније долази до првих медаља на светској сцени, прво осваја сребро на светском првенству за јуниоре (у појединачним скоковима), а потом и два злата на играма Централне Америке и Кариба. На Панамеричким играма 2011. чији домаћин је био његов родни град Гвадалахара осваја златну медаљу у скоковима са торња у синхронизованим скоковима у пару са Иваном Гарсијом. 
На Летњим олимпијским играма у Лондону 2012. у пару са Гарсијом освоја сребро у синхронизованим скоковима са торња укупним резултатом од 468,90 бодова, док је у појединачној конкуренцији такмичење завршио на 14. месту. Треће учешће на олимпијским играма „уписао” је на Играма 2016. у Рију. У Рију је у синхронизованим скоковима био 5. са 21,15 бодова заостатка за бронзаним Британцима Дејлијем и Гудфелуом, док је у појединачним скоковима са торња освојио сребрну медаљу са 532,70 бодова.